# Gondowie

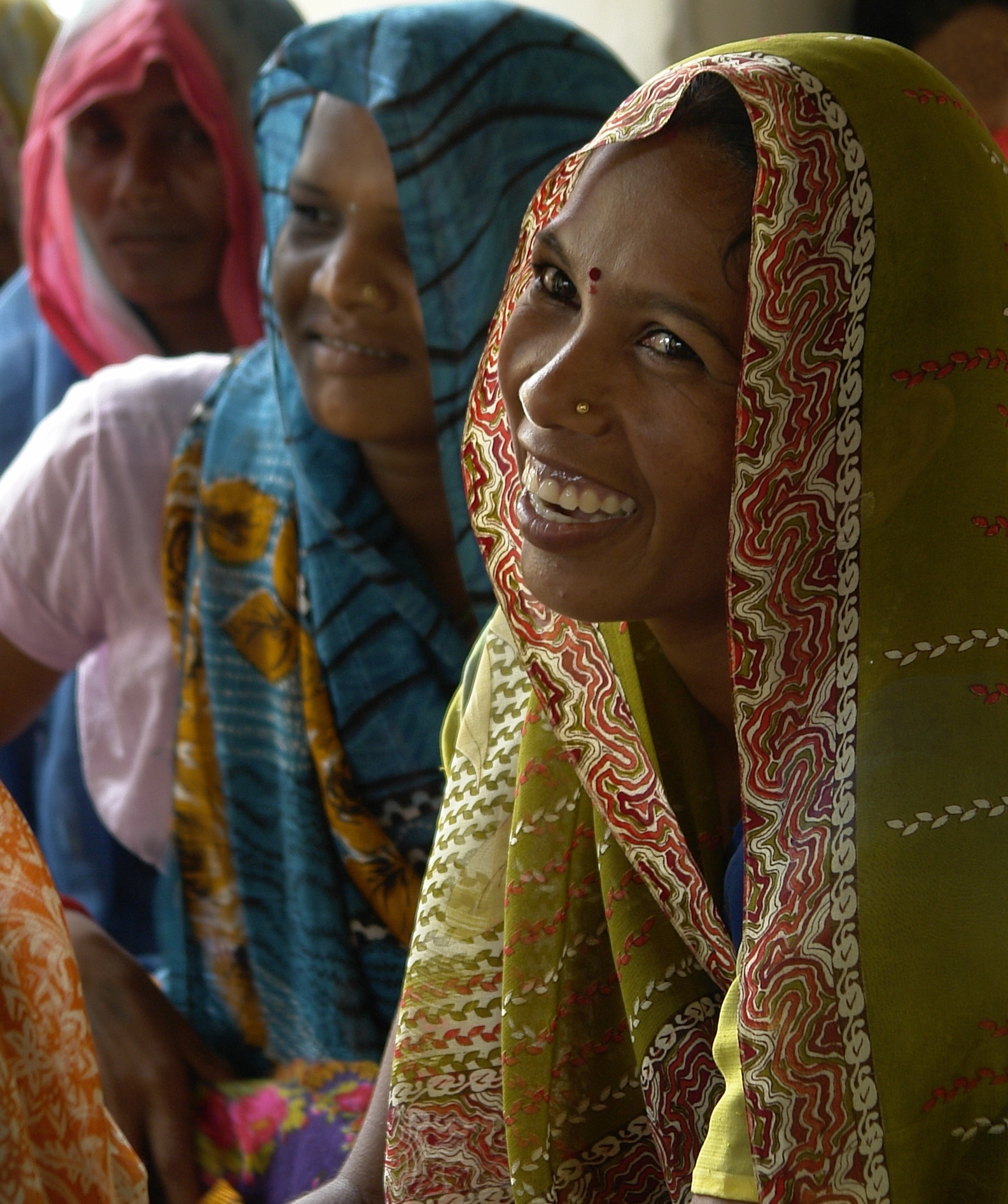
Kobiety z plemienia Gondów

Gondowie (Gond, Gondi) – grupa etniczna w Indiach, w 1981 r. jej liczebność oszacowano na ok. 7,4 mln osób. Około jednej trzeciej Gondów zachowuje język gondi z rodziny drawidyjskiej, pozostali posługują się hindi lub innymi językami regionu. Struktura społeczna opiera się endogamicznych grupach terytorialnych, podzielonych dalej na egzogamiczne fratrie, złożone z patrylinearnych rodów.
Podstawą gospodarki Gondów jest rolnictwo oraz w mniejszym zakresie zbieractwo, łowiectwo i chów zwierząt.